# FMA IA-63 Pampa
FMA IA 63 Pampa là một máy bay huấn luyện tiên tiến có khả năng tấn công, được sản xuất tại Argentina bởi hãng FMA với sự giúp đỡ từ hãng Dornier của Đức.

## Bối cảnh
Vào năm 1979, nhà máy máy bay quân sự của Không quân Argentina (Fabrica Militar de Aviones SA / FMA) bắt đầu công việc thiết kế máy bay huấn luyện phản lực "IA-63 Pampa" để thay thế cho mẫu máy bay huấn luyện/liên lạc/tấn công hạng nhẹ 4 chỗ là Morane-Saulnier MS-760 sản xuất trước đó đang hoạt động trong biên chế của không quân từ năm 1958. FMA đã nhận được sự giúp đỡ từ Dornier trong việc phát triển dự án. Ba chuyến bay và hai nguyên mẫu thử nghiệm đã được chế tạo, nguyên mẫu của Pampa bay lần đầu tiên vào ngày 6 tháng 10 năm 1984. Tổng cộng 64 chiếc đã được chế tạo cho Không quân Argentina, việc chuyển giao bắt đầu vào năm 1988.
Mặc dù bị ảnh hưởng bởi thiết kế của loại máy bay Dassault-Breguet/Dornier Alpha Jet, nhưng mẫu máy bay Pampa vẫn có những điểm khác biệt, nó chỉ có một động cơ, có kích thước nhỏ hơn và có cánh thẳng thay vì cánh cụp. Nó có hệ thống điện tử hàng không đơn giản hơn máy bay của Pháp-Đức, và nó còn có vai trò quan trọng khác là tấn công.

## Các phiên bản

### IA 63
Phiên bản đầu tiên, việc sản xuất hàng loạt đã bị chậm trễ và hạn chế do tình trạng kinh tế của Argentina, và kết quả là chỉ có 20 chiếc được chế tạo cho Không quân Argentina trong thời gian đầu, sau đó nhờ kinh tế phát triển việc sản xuất đã được đẩy mạnh. Những máy bay này hiện đang hoạt động trong Lữ đoàn không quân tại Mendoza trong vai trò huấn luyện cao cấp cho các phi công của Argentina.

### Vought Pampa 2000
Vào thập kỷ 1990, LTV/Vought đã lựa chọn IA 63 như một thiết kế cơ bản cho Pampa 2000, khi Vought gia nhập vào chương trình hệ thống máy bay huấn luyện cơ bản chung. Thiết kế này đã thuộc về Beechcraft/Raytheon và trở thành T-6 Texan II.

### AT-63 Pampa
Với việc mua được FMA của hãng Lockheed-Martin, Pampa đã được đưa vào chương trình MLU (nâng cấp tuổi thọ sử dụng) với việc trang bị động cơ mới, một hệ thống điện tử hàng không hiện đại hơn và hệ thống vũ khí tương tự như trên A-4AR. Dự án mới này được gọi là AT-63 Pampa (Attack-Trainer) và được thương mại hóa bởi Lockheed-Martin. Cho đến bây giờ khách hàng duy nhất là Không quân Argentina, hiện nay đang hiện đại hóa phi đội của mình và đặt mua thêm 6 chiếc nữa. AT-63 cũng được tiếp thị tới Colombia, Hy Lạp và Venezuela.

## Quốc gia sử dụng
Argentina
- Không quân Argentina

## Thông số kỹ thuật (IA 63)

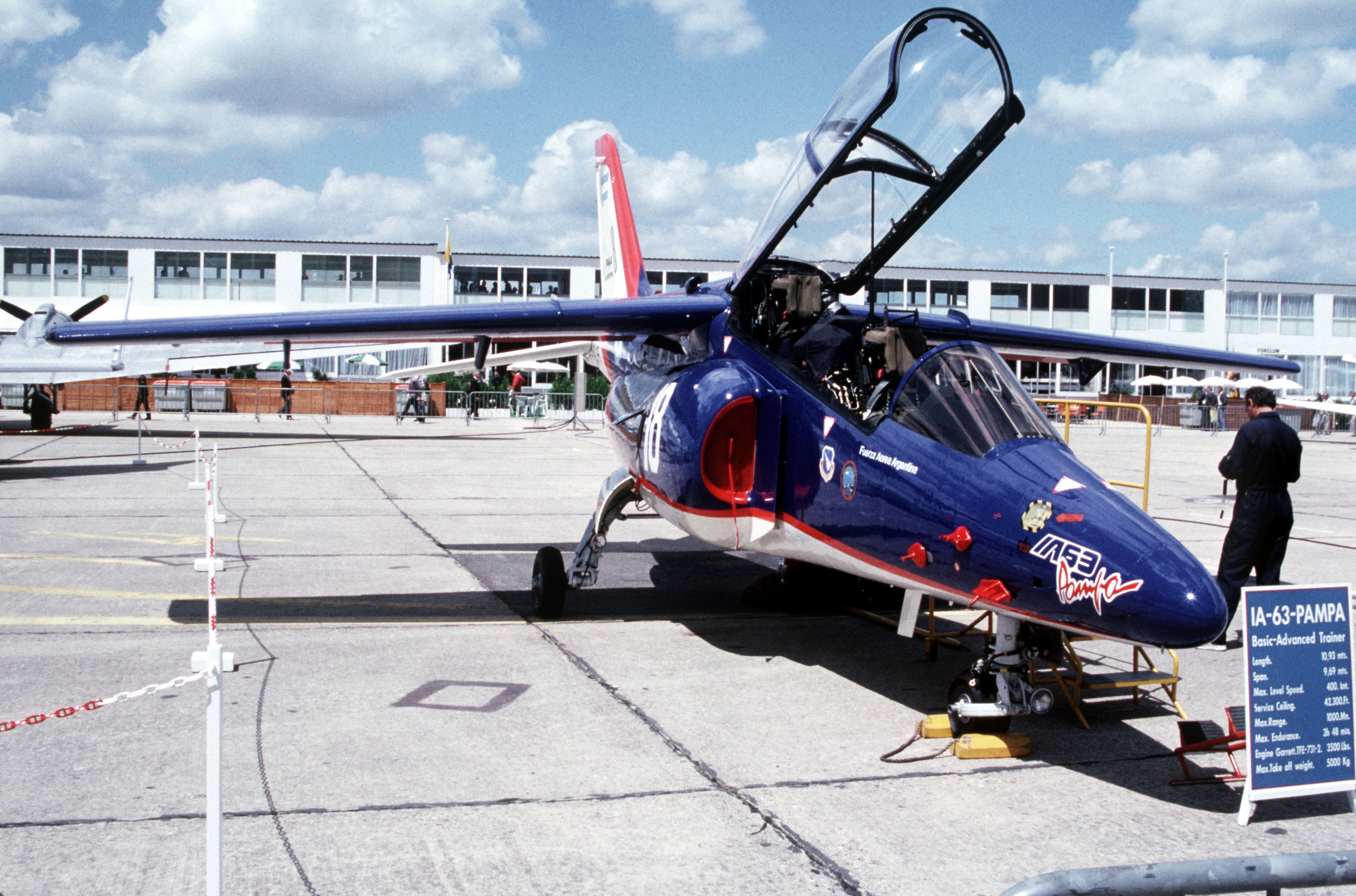
FMA IA 63 Pampa trong một triển lãm hàng không năm 1991

### Đặc điểm riêng
- Phi đoàn: 2
- Chiều dài: 35 ft 10,25 in (10,93 m)
- Sải cánh: 31 ft 9,25 in (9,68 m)
- Chiều cao: 14 ft 1 in (4,29 m)
- Diện tích cánh: 168,2 ft² (15,63 m²)
- Trọng lượng rỗng: 6.219 lb (2.821 kg)
- Trọng lượng cất cánh: 8.378 lb (3.800 kg)
- Trọng lượng cất cánh tối đa: 11.023 lb (5.000 kg)
- Động cơ: 1× động cơ phản lực Garrett TFE731-2-2N, 3.500 lbf (15,6 kN)

### Hiệu suất bay
- Vận tốc cực đại: 466 mph (750 km/h)
- Tầm bay: 1.500 km (930 dặm)
- Trần bay: 42.325 ft (12.900 m)
- Vận tốc lên cao: n/a
- Lực nâng của cánh: n/a
- Lực đẩy/trọng lượng: n/a

### Vũ khí
- 2× pháo 30mm
- 4 giá treo vũ khí dưới cánh, mang tối đa 1.160 kg (2.557 lb) vũ khí

## Nội dung liên quan

### Máy bay có tính năng tương đương
- Dassault/Dornier Alpha Jet